# 奥田喜久男
奥田 喜久男（おくだ きくお、1949年1月2日 -2024年7月18日 ）は、日本の経営者、週刊BCN主幹。岐阜県岐阜市出身。

## 来歴・人物
1971年、皇學館大学文学部を卒業し、電波新聞社に入社して編集記者を務める。1981年8月18日 、株式会社コンピュータ・ニュース社（現在の株式会社BCN）を設立。IT業界紙「ビジネス・コンピュータ・ニュース（現在の週刊BCN）」の創刊編集長となる。次世代のエンジニアを育てることを目的とする特定非営利活動法人 ITジュニア育成交流協会の理事長も務める。趣味は登山。

## 連載
「奥田喜久男の千人回峰」（週刊BCNで連載中）。

## 著書
著書：「オフコン―プロ・セールスへの道 (1980年) 」（事務機器新聞社）。